# Federico Delpino
Federico Delpino (né le 27 décembre 1833 à Chiavari, en Ligurie et mort le 14 mai 1905 à Naples) est un botaniste italien du XIXe et du début du XXe siècle.

## Biographie
Né en Ligurie, près de Gênes, Federico Delpino abandonne au bout d'un an ses études à l'université de Gênes. Il devient employé au ministère de Finances, d'abord à Turin puis est transféré à Florence, où il fréquente le Jardin botanique et le musée.
En 1867, Filippo Parlatore lui propose un poste d'assistant. En 1871, il devient professeur de sciences naturelles. Durant ces mêmes années, Delpino embarque comme naturaliste sur le navire de guerre Garibaldi, appareillé pour le prince Thomas de Savoie (1854-1931) duc de Gênes, et visite les côtes du Brésil.
Il est successivement nommé professeur de botanique à l'université de Gênes, puis à celle de Bologne, et termine sa carrière comme directeur du Jardin botanique de Naples, où il meurt le 14 mai 1905.
Delpino est un darwinien convaincu, il rejette la science purement descriptive, et s'efforce de formuler des théories générales, de comparer ses idées avec d'autres naturalistes sur le terrain.

## Éponymie
- Delpinoa, nouvelle série du bulletin du Jardin botanique de l'Université de Naples (Nuova serie del Bullettino dell'Orto botanico della Università di Napoli)  (ISSN 0416-928X)
- Delpinoa, genre d'Agavaceae